# Mona Baptiste
Mona Baptiste (née le 21 juin 1928 sur l'île de Trinidad, mort le 25 juin 1993 à Krefeld) est une chanteuse trinidadienne ayant fait carrière principalement en Allemagne.

## Biographie
Mona Baptiste chante enfant dans son pays natal puis quitte les Caraïbes en mai 1948 comme chanteuse de blues avec le MS Empire Windrush afin de s'établir à Londres. L'année suivante, elle est l'une des choristes de Cab Kaye, les Cabinettes, pour ensuite collaborer avec Stéphane Grappelli. À Paris, elle chante avec Yves Montand. Après un passage en Belgique, elle s'engage pour un nombre de galas en Allemagne.
En 1953, la chanteuse signe son premier contrat avec Polydor en Allemagne, où elle interprète des titres comme Merci beaucoup ou Ich hab solche Angst avec Werner Müller et l'orchestre de danse du RIAS. Par ailleurs, on la voit dans quelques films musicaux. En duo avec Bully Buhlan, elle chante Es liegt was in der Luft , qui devient un grand succès.
Elle enregistre des chansons avec les orchestres de Bert Kaempfert et de Kurt Edelhagen. Par ailleurs, elle sort pour le marché anglais des titres comme Rumbango ou That Man at the Table Got Blues. En 1956, elle interprète dans une émission de télévision allemande des titres populaires de Trinité-et-Tobago. L'année suivante, elle publie Calypso Blues avec le Brute Force Steel Band. En 1958, elle rejoint Ariola et enregistre Chanson d'amour en compagnie de Macky Kasper. En 1959, elle joue dans le film Des filles pour le mambo-bar dont elle interprète le générique. En 1961, Amiga publie ses disques en RDA, mais ceci s'arrête après le mur de Berlin. Au milieu des années 1960, elle interrompt sa carrière. Elle revient en 1970 avec When Joey Comes Around, un succès international.

## Filmographie sélective
- 1954 : Danse au soleil
- 1955 : Wie werde ich Filmstar?
- 1956 : Symphonie in Gold
- 1959 : Des filles pour le mambo-bar
- 1968 : Sünde mit Rabatt

## Source de la traduction
- (de) Cet article est partiellement ou en totalité issu de l’article de Wikipédia en allemand intitulé « Mona Baptiste » (voir la liste des auteurs).